# Tiby
Tiby är kyrkbyn i Börje socken i Uppsala kommun, Uppland. Orten var från 1995 till 2005 av SCB klassad som småort under namnet Tiby - Börje.  Vid avgränsningen 2020 blev den åter klassad som småort.
I södra delen av byn ligger Börje kyrka.

## Historia
Tiby omtalas i skriftliga handlingar första gången 1309 ('de Tidhaby') då Mårten och Nils i byn var testamentsvittnen. Redan ett dokument från omkring 1300 då Uppsala domkyrka byter till sig 20 öresland jord av kronan nämner dock egentligen Tiby, fast det i dokumentet felaktigt skrivits "Fiby". 1316 upptas sju landbor tillhörande Uppsala domkyrka i förteckningen över vad hertig Valdemar uppburit av kyrkogodsen i Tiundaland. 1497-1536 hade Uppsala domkyrka fyra landbor i byn, som vardera räntade 2 pund korn årligen. Gårdarna drogs därefter in av Gustav Vasa och gjordes till hans privata egendom.

### Befolkningsutveckling
| Befolkningsutvecklingen i Tiby - Börje 1995–2023 | Befolkningsutvecklingen i Tiby - Börje 1995–2023 | Befolkningsutvecklingen i Tiby - Börje 1995–2023 | Befolkningsutvecklingen i Tiby - Börje 1995–2023 | Befolkningsutvecklingen i Tiby - Börje 1995–2023 |
| ------------------------------------------------ | ------------------------------------------------ | ------------------------------------------------ | ------------------------------------------------ | ------------------------------------------------ |
|                                                  |                                                  |                                                  |                                                  |                                                  |
| År                                               |                                                  |                                                  | Folkmängd                                        | Areal (ha)                                       |
| 1995                                             | 1995                                             |                                                  | 58                                               | 13#                                              |
| 2000                                             | 2000                                             |                                                  | 58                                               | 13#                                              |
| 2020                                             | 2020                                             |                                                  | 62                                               | 23#                                              |
| 2023                                             | 2023                                             |                                                  | 61                                               | 22                                               |
| Anm.: # Som småort.                              |                                                  |                                                  |                                                  |                                                  |